# 呂炳川
呂炳川（1929年9月4日—1986年3月15日）是臺灣的民族音樂學家，東京大學博士，也是臺灣本土第一位民族音樂學博士。其研究成果豐碩，除了臺灣原住民音樂的研究最為知名之外，也涉及漢民族各類的樂種與劇種，為臺灣民族音樂學研究重要的開拓者與奠基者。
1977年以《台湾原住民族高砂族の音楽》唱片集及解說榮獲日本文部省藝術祭大獎。曾任教於國立臺灣師範大學、香港中文大學等多校，為香港民族音樂學會首任會長。也是最早在中華民國推動才能教育的一位學者。

## 生平
呂炳川於1929年在澎湖廳（現澎湖縣）出生，兩年後舉家搬遷至高雄。從小就展現多元的學習興趣，滑翔機、攝影、音樂及音響都有深入的鑽研，音樂則是他一直執著與努力的一個方向。1943年進入高雄州立高雄商業學校初級部，接受了日治時代舊制的三年中學教育，戰後再轉入高級部就讀。畢業後進入高雄港務局工作，之後再轉入東南水泥公司。1959年還擔任過高雄市立交響樂團的指揮，一直到1962年出國留學為止。

## 教育
1962年赴日留學，就讀武藏野音樂大學，主修小提琴，1966年獲得音樂藝術學士學位。後受到音樂學家小泉文夫和岸邊成雄影響，就讀東京大學人文科學研究所，主修音樂美學，兼修民族音樂學，師事岸邊成雄，並回臺進行第一次的田野調查。1971年擔任東海大學音樂系民族音樂研究室研究委員。1973年以《台湾高砂族の音楽——比較音楽學的考察》獲得文學（音樂）博士學位。回臺後，曾擔任中國文化學院副教授、國立藝專音樂教授、實踐家政專科學校音樂教授兼科主任，並在臺灣大學講授「音樂美學」課程。
1980年受聘國立臺灣師範大學音樂研究所教授，但同年也接到香港中文大學音樂系的邀聘，再三考量之下，最後決定到香港中文大學，並擔任中國音樂資料館館長一職。1984年與香港中文大學、香港大學、香港浸會大學的音樂學者、演奏家、作曲家、樂評家葉明媚、劉靖之、李明、毛宇寬、項斯華、曾葉發、梁沛錦、吳贛伯、李德君、周凡夫、黎鍵等人一同成立香港民族音樂學會並擔任首任會長。於1985年赴英國愛丁堡大學講學研究。1986年3月15日因心臟病於香港逝世，享年57歲。

## 學術研究
呂炳川的研究以臺灣原住民音樂最為知名，田野調查和採集的族群超過130個村落。另外在漢民族音樂的調查研究上，也留下大量的影音資料和研究文獻。由於他對於器材和技術的專業和講究，這些資料都有極高的品質，其中《臺灣原住民（高砂族）音樂》唱片三張，於1977年榮獲日本文部省的藝術季大獎。《臺灣漢民族音樂》專輯三張，其中包含宗教音樂、歌曲與合奏、雜伎、民謠、戲曲等五部份，也記錄整理了台灣重要的各類型戲曲與音樂，這些大量的寶貴資料在文建會的支持下皆已完成數位化，其中詮釋檔的內容都收錄在臺灣音樂館的臺灣音樂群像資料庫 （页面存档备份，存于）網站中。
其博士論文《台灣高砂族の音樂——比較音樂學的考察》被收錄在國際音樂文獻資料大全中。
《新格羅夫音樂與音樂家辭典》以及布賴特科普夫與黑特爾音樂出版社出版的 Deutsche Verlag für Musik 裡有關臺灣民族音樂的篇章，皆由呂炳川撰寫。也曾為日本新版《世界大百科辭典》執筆撰述有關「國樂」及「臺灣音樂」之內容。
曾協助日本音樂學家小泉文夫來臺進行調查和研究。
因為驟逝，留下《臺灣高山族音樂的研究計畫》及《歌仔戲的研究著作架構》之計劃未完成。

## 獲獎
1977年以《台湾原住民族高砂族の音楽》唱片集及解說（日本勝利公司出品）獲得日本文部省藝術祭大獎。

## 貢獻
曾研究才能教育，並成立「中華才能教育中心」，於臺南神學院創辦「才能教育兒童絃樂團」，在臺北成立才育幼稚園。

## 著作
- 1969，〈東方之美及東西方音樂的比較〉
- 1970，〈雅美族的音樂〉
- 1970，〈臺灣高山族的文身〉
- 1973，〈依據清朝文獻來考察高山族的樂器〉
- 1973，〈臺灣土著族之樂器〉
- 1977，〈臺灣賽夏族的音樂〉
- 1977，《臺灣原住民族（高砂族）的音樂》（附唱片三張）
- 1978，〈佛教音樂梵唄─臺灣梵唄與日本聲明之比較〉
- 1978，《臺灣漢民族之音樂》（附唱片三張）
- 1978，〈臺灣土著族的音樂〉
- 1979，〈臺灣土著族音樂的音組織〉
- 1979，《呂炳川音樂論述集》，時報文化
- 1980，〈臺灣佛教音樂〉
- 1981，〈中國戲劇與日本戲劇的比較〉
- 1981，〈京劇在香港〉
- 1982，〈關於高山族的音樂〉
- 1982，《臺灣高山族的音樂》
- 1982，《臺灣土著族音樂》
- 1983，〈臺灣傳統音樂〉
- 1986，〈臺灣澎湖道教建醮祭典音樂〉
- 1989，〈南管源流初探〉

## 媒體訪問
- 《明報月刊 第217-222期》. 香港: 香港明报. 1984年103号.

## 外部連結
- 臺灣音樂群像：呂炳川 （页面存档备份，存于）
- 呂炳川音樂資料館（南華大學） （页面存档备份，存于）
- 呂炳川的照片及相關資料（開放博物館） （页面存档备份，存于）
- 臺灣音樂館中呂炳川相關數位藏品 （页面存档备份，存于），含照片、手稿、錄音資料等等